# Fabian Aupperle
Fabian Aupperle (* 16. Februar 1986 in Backnang) ist ein deutscher Fußballspieler.

## Karriere
Aupperle begann mit dem Fußballspielen beim SV Unterweissach. Über den FC Viktoria Backnang und die TSG Backnang gelangte er zu den Junioren des VfB Stuttgart. Mit Stuttgart spielte er in der A-Junioren-Bundesliga an der Seite der späteren Nationalspieler Serdar Tasci und Andreas Beck. Darüber hinaus kam er noch während seiner A-Jugendzeit in einem Spiel der zweiten Mannschaft des Vereins in der Regionalliga Süd zum Einsatz. Mit den A-Junioren qualifizierte er sich in der Saison 2004/05 für die Endrunde um die Deutsche A-Junioren-Meisterschaft. Nachdem die SpVgg Greuther Fürth im Halbfinale nach Elfmeterschießen besiegt wurde, gewann der VfB das in Celle ausgetragene Endspiel gegen den VfL Bochum mit 1:0.
Nach seiner Juniorenzeit wechselte Fabian Aupperle im Sommer 2005 zur SG Sonnenhof Großaspach in die Oberliga Baden-Württemberg. Nachdem er in seiner ersten Oberligasaison nur zu drei Einsätzen gekommen war, entwickelte sich der linksfüßige Innenverteidiger in der darauf folgenden Spielzeit zum Stammspieler. Aufgrund eines im Juli 2007 erlittenen Kreuzbandrisses musste er die gesamte Vorrunde der Saison 2007/08 verletzungsbedingt pausieren. Im Jahr 2009 wurde er mit der SG Sonnenhof Großaspach Meister der Oberliga Baden-Württemberg und stieg mit dem Verein in die Regionalliga Süd auf und konnte in der Folgespielzeit den Klassenerhalt erreichen.
Zur Saison 2010/11 wechselte Aupperle zum 1. FC Heidenheim in die 3. Liga und erhielt einen Vertrag bis zum Jahr 2012. Sein erstes Profispiel bestritt er am 24. Juli 2010, als er bei der 1:2-Auswärtsniederlage beim FC Carl Zeiss Jena in der Startaufstellung stand. In seinem ersten Jahr wurde er Stamminnenverteidiger der Schwaben und bestritt 30 Saisonspiele. In der Vorbereitung zur neuen Saison zog er sich jedoch einen Sehnenriss zu und bis er wieder zurückkehrte, hatte sich die Innenverteidigung neu formiert. Deshalb nutzte er in der Winterpause die Gelegenheit zum Wechsel innerhalb der 3. Liga zu Wacker Burghausen. Dort übernahm er wieder eine Stammposition in der Abwehr und absolvierte in der Rückrunde 14 Partien. Nach dem Ende der Saison 2012/13 verließ Aupperle Burghausen wieder.
Er wechselte zur TSG 1899 Hoffenheim, für dessen Regionalligamannschaft er spielte. Im Januar 2015 kehrte er zur mittlerweile in die 3. Liga aufgestiegenen SG Sonnenhof Großaspach zurück. Dort spielte Aupperle jedoch nur bis zum Saisonende. Er wechselte zum FC Erding in die oberbayerische Bezirksliga.

## Erfolge
- Meister der Oberliga Baden-Württemberg 2009
- WFV-Pokal-Sieger 2009
- Deutscher A-Juniorenmeister 2005